# Pieter Van Den Bosch
Pieter Van Den Bosch (31 d'octubre de 1927 - 31 de gener de 2009) fou un futbolista belga. que va formar part de l'equip belga a la Copa del Món de 1954.